# Шиншиновка
Шиншиновка — село в Пугачёвском районе Саратовской области России, в составе сельского поселения Надеждинское муниципальное образование.
Население — 79 (2010) человек.

## История
В Списке населённых мест Самарской губернии по данным 1859 года населённый пункт упомянут как владельческая деревня Благовещенка (она же Шеншиновка) Николаевского уезда при реке Малый Иргиз, расположенная по левой стороне почтовой дороги из Николаевска в Самару, ближе к границе Самарского уезда, в 25 верстах от уездного города Николаевска. В деревне имелось 46 дворов и проживало 197 мужчин и 190 женщин. Бывшая владельческая деревня Благовещенка (она же Шиншиновка) также упоминается в Списке населённых мест Самарской губернии по сведениям за 1889 год. Согласно Списку деревня относилась к Шиншиновской волости.
Впоследствии населённый пункт был разделён на две части: деревню Шиншиновка и село Благовещенка (Петровское). Согласно Списку населенных мест Самарской губернии, составленном в 1900 году, Шиншиновка и Благовещенка упоминаются как два отдельных населённых пункта. Согласно указанному Списку в 1897 году в Шиншиновке проживало 206 жителей, земельный надел 589 десятин (общий с селом Благовещенка (Петровское) и хутором Хвощеватка).
По данным 1910 года в деревне Шиншиновке Селезнихинской волости (бывшая Шиншиновская волость) проживали 132 мужчины и 144 женщины, земельный надел 225 десятин удобной и 364 десятины неудобной земли (общий с селом Благовещенка (оно же Петровское).

## Физико-географическая характеристика
Село находится в Заволжье, на правом берегу реки Малый Иргиз. Высота центра населённого пункта - 38 метров над уровнем моря. Почвы - чернозёмы южные.
Село расположено примерно в 25 км по прямой в северном направлении от районного центра города Пугачёв. По автомобильным дорогам расстояние до районного центра составляет 37 км, до областного центра города Саратов - 270 км, до Самары - 220 км.
Часовой пояс
Шиншиновка, как и вся Саратовская область, находится в часовой зоне МСК+1. Смещение применяемого времени относительно UTC составляет +4:00.

## Население
Динамика численности населения по годам:
| Годы      | 1897 | 1910 | 2002 |
| --------- | ---- | ---- | ---- |
| Население | 206  | 276  | 87   |

| 2010 |
| ---- |
| 79   |

Национальный состав
Согласно результатам переписи 2002 года, в национальной структуре населения русские составляли 83 %.